# Заозер'є (Лодєйнопольський район)
Заозер'є (рос. Заозерье) — присілок у Лодєйнопольському районі Ленінградської області Російської Федерації.
Населення становить 6 осіб. Належить до муніципального утворення Альоховщинське сільське поселення.

## Історія
Згідно із законом від 20 вересня 2004 року № 63-оз належить до муніципального утворення Альоховщинське сільське поселення.

## Населення
| 1879 | 1905 | 1927 | 1997 | 2007 | 2010 | 2014 |
| ---- | ---- | ---- | ---- | ---- | ---- | ---- |
| 113  | ↗139 | ↘128 | ↘5   | ↘4   | ↗7   | ↘6   |
| 2015 | 2016 |      |      |      |      |      |
| →6   | →6   |      |      |      |      |      |